# Echinocereus longisetus

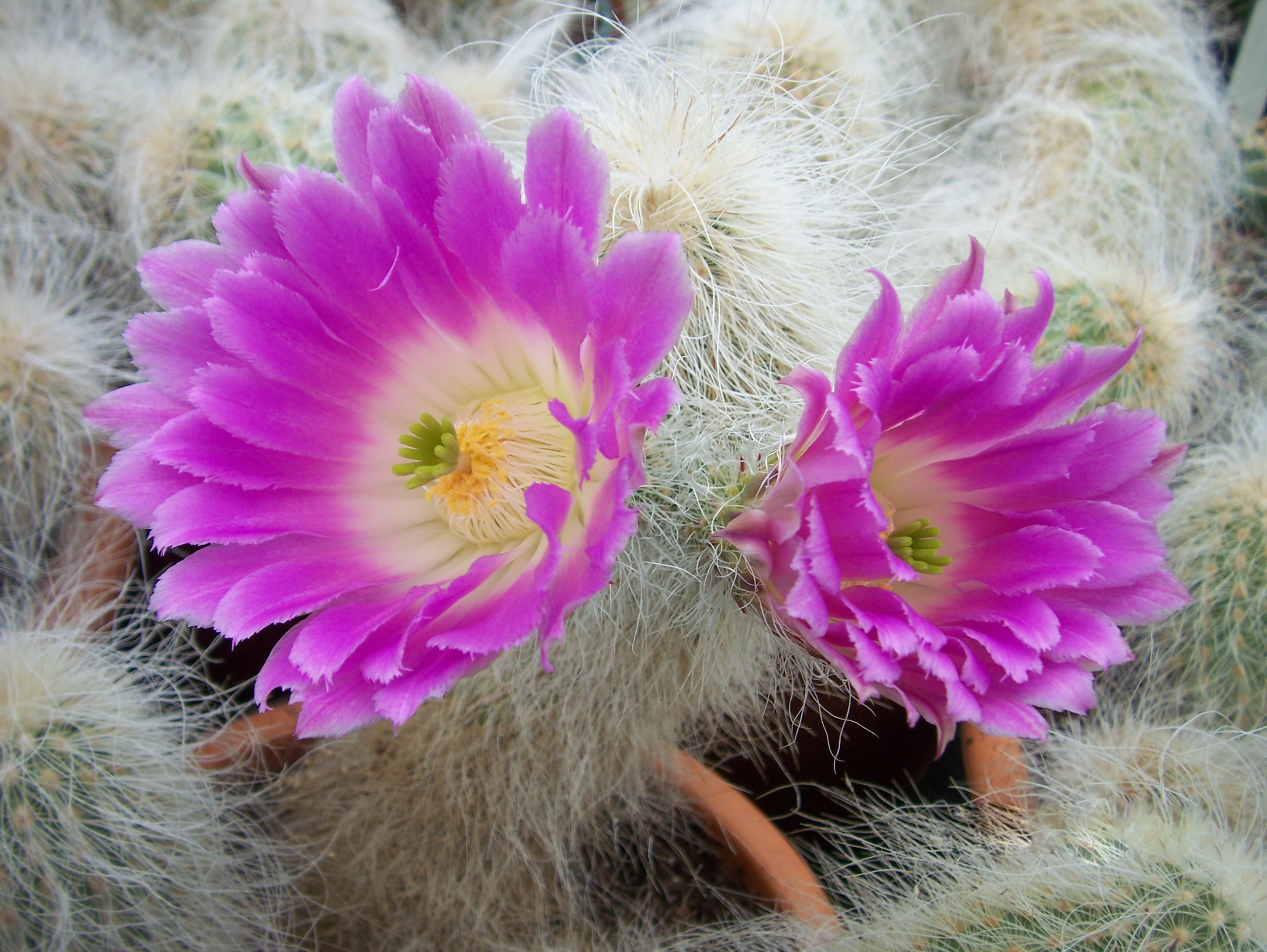
Echinocereus longisetus subsp. delaetii

Echinocereus longisetus ist eine Pflanzenart in der Gattung Echinocereus aus der Familie der Kakteengewächse (Cactaceae). Das Artepitheton longisetus leitet sich von den lateinischen Worten longus für ‚lang‘ sowie -setus für ‚borstig‘ ab und verweist auf langen, borstenartigen Dornen der Art.

## Beschreibung
Echinocereus longisetus verzweigt von der Basis her und bildet große Gruppen von bis zu 1 Meter Durchmesser. Die mehr oder weniger aufrechten zylindrischen Triebe sind 30 bis 50 Zentimeter lang und weisen Durchmesser von 5 bis 8 Zentimeter auf. Es sind elf bis 24 niedrige Rippen vorhanden, die gehöckert sind. Die vier bis neun borsten- bis  haarartigen Mitteldornen sind gerade oder gelockt und abwärts gerichtet. Sie sind weißlich bis bräunlich und weisen eine Länge von 1 bis 10 Zentimeter auf. Die 15 bis 20 weißen Randdornen sind 1 bis 2 Zentimeter lang.
Die trichterförmigen Blüten sind etwas rosapurpurfarben. Sie erscheinen nie nahe den Triebspitzen, sondern manchmal fast basal. Die Blüten sind 5 bis 7 Zentimeter lang und erreichen einen Durchmesser von 6 bis 7 Zentimeter.

## Verbreitung, Systematik und Gefährdung
Echinocereus longisetus ist in den mexikanischen Bundesstaaten Coahuila und Nuevo León verbreitet.
Die Erstbeschreibung als Cereus longisetus durch George Engelmann wurde 1856 veröffentlicht. Charles Lemaire stellte die Art 1868 in die Gattung Echinocereus.
Es werden folgende Unterarten unterschieden:
- Echinocereus longisetus subsp. longisetus
- Echinocereus longisetus subsp. delaetii (Gürke) N.P.Taylor
- Echinocereus longisetus subsp. freudenbergeri (G.Frank) W.Blum

In der Roten Liste gefährdeter Arten der IUCN wird die Art als „Least Concern (LC)“, d. h. als nicht gefährdet geführt.

## Nachweise